# 망해사의 팽나무
망해사의팽나무는 대한민국 전북특별자치도 김제시 진봉면 심포리, 망해사에 있는 팽나무이다. 2001년 12월 27일 전라북도의 기념물 제114호로 지정되었다.

## 개요
팽나무는 느릅나무과의 낙엽교목으로 높이가 20m까지 자라며, 한국과 중국· 일본 등에 분포하고 있다.
망해사 팽나무 2그루는 조선 선조대에 진묵대사가 낙서전을 창건한 것과 그 역사를 같이 한다고 전하고 있어, 수령은 400년 이상으로 추정되고 있다. 낙서전 전면 10m 거리에 있는 팽나무는 높이가 21m, 가지길이는 동서로 24.8m, 남북으로 22m로서 안정된 수관을 형성하고 있다. 또한 낙서전 좌측 15m 거리에 있는 팽나무는 높이가 17m, 가지길이는 동서로 16.7m, 남북으로 17m이다.

## 현지 안내문
망해사는 신라 문무왕 11년(671년) 부설거사가 창건한 사찰인데, 낙서전(樂西殿) 전면에 서 있는 팽나무는 선조 22년(1589년) 진묵대사가 낙서전을 창건하고 그 기념으로 심은 것으로 전해지고 있다.
이 두그루의 망해사 팽나무는 문화재인 낙서전, 그리고 서해의 아름다운 낙조와 더불어 망해사의 명물이다.

## 같이 보기
- 김제 망해사 악서전 (전라북도 문화재자료 제128호)

## 참고 자료
- 망해사의팽나무 - 국가유산청 국가유산포털